# 姚河水库
姚河水库是中国湖北省孝感市大悟县境内的一座水库，位于怀水主流望山河上，建于1976年。水库正常库容为1504万立方米，集雨面积为32.2平方千米，海拔为155米。